# أهل الأغلام
أهل الأغلام أو  أهل لغلام موقع أثري وموقع للحفريات يقع خارج الضواحي الشرقية لمدينة الدار البيضاء، قبل 2.6 كم من تيط مليل في المغرب. تم اكتشافه عام 1985 في مقلع سابق، حيث تجري عمليات تنقيب منتظمة منذ عام 1989. يقدر عمر الموقع بحوالي 2.5 مليون سنة، تعتبر منطقة أهل الأغلام أغنى مواقع العصر النيوجيني بالفقاريات في شمال أفريقيا حيث تم اكتشاف حوالي 80 نوعًا من الفقاريات، معظمها من الثدييات كما أسفرت عن أول حيوانات آكلة اللحوم في المنطقة، بما في ذلك 23 أصنوفة، 13 منها جديدة.